# XXIX Festival Internacional de la Canción de Viña del Mar
El XXIX Festival de la Canción de Viña del Mar o simplemente  Viña '88 , se realizó del 17 al 22 de febrero de 1988 en el anfiteatro de la Quinta Vergara, en Viña del Mar, Chile. Fue transmitido por Televisión Nacional de Chile y animado por Antonio Vodanovic y coanimado por Pamela Hodar. Además, fue el último Festival de la Canción transmitido por el Núcleo de Emisoras Portales, conformado por Radio Portales AM Stereo y Radio Carolina FM (ambas de Santiago y Valparaíso y la red "Unidos para Unir a Chile").
Una de las sorpresas destacables en este certamen es la escenografía basada en el Frontis del Casino de Viña del Mar, la cual se abría al comenzar la actuación de los artistas invitados a ese escenario.

## Desarrollo

### Día 1 (Miércoles 17)
- Los Enanitos Verdes
- Vivian Reed
- Competencia Folclórica
- Ballet Abraxas: Cuadro Michael Jackson

### Día 2 (Jueves 18)
- Mr. Mister
- Elmer Figueroa (Chayanne)
- Competencia Internacional
- Vivian Reed
- Ballet Antumapu
- Competencia Folclórica
- El Huaso Clavel (humor)
- Ballet Abraxas: Medley Latino
- Los Enanitos Verdes

### Día 3 (Viernes 19)
- Mr. Mister
- Lupita Ferrer
- Competencia Internacional
- Loredana Perasso
- Ballet Antumapu
- Competencia Folclórica
- Juan Antonio Labra
- Modern Talking

### Día 4 (Sábado 20)
- Thomas Anders
- Competencia Internacional
- Gloria Benavides
- Pancho Puelma
- Carlos Mata
- Ballet Antumapu
- Competencia Folclórica
- Ballet Abraxas
- Elba Ramalho
- Olivia Gray

### Día 5 (Domingo 21)
- Laura Branigan
- Final Competencia Folclórica
- Ganador Olmué
- Nydia Caro
- Chayanne
- Competencia Internacional
- Ballet Abraxas
- Nadie
- Ballet Antumapu
- Premiación Competencia Folclórica
- José Luis Rodríguez "El Puma"

### Día 6 (Lunes 22)
- Álvaro Scaramelli
- Final Competencia Internacional
- José Luis Rodríguez "El Puma"
- Ballet Antumapu
- Ganador Competencia Folclórica
- Alberto Plaza
- Ballet Abraxas: Rock Latino
- Los enanitos verdes †
- Premiación Competencia Internacional

## Eventos notables